# Raillardella argentea
Raillardella argentea là một loài thực vật có hoa trong họ Cúc. Loài này được (A.Gray) A.Gray miêu tả khoa học đầu tiên năm 1876.